# 옥원역
옥원역(Ogwon station, 沃原驛)은 강원특별자치도 삼척시 원덕읍에 있는 동해선의 철도역이다.

## 연혁
- 2025년 1월 1일 : 개통
- 2025년 12월 : KTX-이음 운행 개시 (예정)

## 역 주변
- 호산항

## 인접한 역
| 동해선         | 동해선          | 동해선         |
| -------------- | --------------- | -------------- |
| 흥부 부전 방면 | ITX-마음 동해선 | 임원 강릉 방면 |
| 흥부 부전 방면 | 누리로 동해선   | 임원 강릉 방면 |